# オースティン・エジデ
オースティン・エジデ（Augustine Amamchukwu Ejide、1984年4月8日 - ）は、ナイジェリアの元サッカー選手。元ナイジェリア代表。ポジションはゴールキーパー。

## 来歴

### クラブ
ナイジェリアとチュニジアのクラブでプレーした後、フランス・リーグ・ドゥのSCバスティアで3シーズンプレーした。2009年以降は主にイスラエル・プレミアリーグのクラブでプレーした。

### 代表
2001年にナイジェリア代表でデビュー。主に親善試合での出場が多かったが、14年間にわたって代表でプレー、通算34試合に出場した。また、出場機会は無かったが、2002、2010、2014年の3回のFIFAワールドカップのメンバーにも選ばれた。

## 代表歴

### 出場大会
- ナイジェリア代表
  - 2002 FIFAワールドカップ
  - 2010 FIFAワールドカップ
  - 2014 FIFAワールドカップ

### 試合数
- 国際Aマッチ 34試合 0得点（2001年-2014年）[1]

| ナイジェリア代表 | 国際Aマッチ | 国際Aマッチ |
| 年               | 出場        | 得点        |
| ---------------- | ----------- | ----------- |
| 2001             | 1           | 0           |
| 2002             | 3           | 0           |
| 2003             | 1           | 0           |
| 2004             | 0           | 0           |
| 2005             | 1           | 0           |
| 2006             | 0           | 0           |
| 2007             | 6           | 0           |
| 2008             | 5           | 0           |
| 2009             | 2           | 0           |
| 2010             | 1           | 0           |
| 2011             | 4           | 0           |
| 2012             | 1           | 0           |
| 2013             | 5           | 0           |
| 2014             | 4           | 0           |
| 通算             | 34          | 0           |